# دراگان یووانوویچ (بازیکن فوتبال)
دراگان یووانوویچ (انگلیسی: Dragan Jovanović؛ ۲۹ سپتامبر ۱۹۰۳ – ۲ ژوئن ۱۹۳۶) بازیکن فوتبال اهل یوگسلاوی بود.
از باشگاه‌هایی که در آن بازی کرده‌است می‌توان به باشگاه فوتبال یوگسلاویا اشاره کرد.
وی همچنین در تیم ملی فوتبال یوگسلاوی بازی کرده‌است.